# 卢比耶尔
15°16′32.02″N 61°22′16″W / 15.2755611°N 61.37111°W
卢比耶尔（Loubiere）是加勒比海岛国多米尼克圣乔治区中的一座沿海村庄，位于该岛西海岸，卡斯尔康福特北部和米歇尔角南部之间（靠近同名河流卢比耶尔河河口），2011年人口1,033人。